# 10e session du Comité du patrimoine mondial
La 10e session du Comité du patrimoine mondial a eu lieu du 24 novembre 1986 au 28 novembre 1986 à Paris, en France.

## Participants
Les membres du comité du patrimoine mondial sont représentés par les États suivants, :
- Algérie (vice-présidence)
- Allemagne de l'Ouest
- Australie
- Brésil (rapporteur)
- Bulgarie (vice-présidence)
- Canada (présidence)
- Chypre
- Grèce
- Guinée
- Inde (vice-présidence)
- Jordanie
- Liban
- Libye
- Mexique (vice-présidence)
- Norvège
- Sri Lanka
- Tanzanie
- Turquie
- Yémen du Nord
- Zaïre (vice-présidence)

La session inclut également les États et organisations suivantes :
- États observateurs :
  -  Antigua-et-Barbuda
  -  Argentine
  -  Bangladesh
  -  Bolivie
  -  Chili
  -  Chine
  -  Colombie
  -  Costa Rica
  -  Côte d'Ivoire
  -  Égypte
  -  Équateur
  -  Espagne
  -  États-Unis
  -  France
  -  Hongrie
  -  Iran
  -  Italie
  -  Mali
  -  Malte
  -  Maroc
  -  Mozambique
  -  Népal
  -  Oman
  -  Ouganda
  -  Pakistan
  -  Panama
  -  Pérou
  -  Philippines
  -  Pologne
  -  Portugal
  -  Royaume-Uni
  -  Suède
  -  Suisse
  -  Syrie
  -  Tunisie
  -  Vatican
  -  Yougoslavie

- Organisations invitées à titre consultatif :
  - ICCROM
  - ICOMOS
  - UICN

- Organisations internationales gouvernementales et non-gouvernementales :
  - Conseil de l'Europe
  - Conseil international des musées
  - Organisation arabe pour l'éducation, la culture et les sciences

## Inscriptions

### Patrimoine mondial
Le Comité décide d'inscrire 31 sites sur la liste du patrimoine mondial. La liste compte alors 246 biens protégés.
La Grèce, la Nouvelle-Zélande et le Royaume-Uni connaissent leur première inscription.
Les critères indiqués sont ceux utilisés par l'Unesco depuis 2005, et non pas ceux employés lors de l'inscription des sites. Par ailleurs, les superficies mentionnées sont celles des biens actuels, qui ont pu être modifiées depuis leur inscription.
| Bien                                                                                  | Pays                 | Type                               | Superficie (ha) | Zone tampon (ha) | Lien | Notes                                                                        | Coordonnées                         | Illus. |
| ------------------------------------------------------------------------------------- | -------------------- | ---------------------------------- | --------------- | ---------------- | ---- | ---------------------------------------------------------------------------- | ----------------------------------- | ------ |
| Monuments de Trèves                                                                   | Allemagne de l'Ouest | Culturel (i), (iii), (iv), (vi)    |                 |                  | 367  |                                                                              | 49° 45′ 00″ nord, 6° 37′ 59″ est    |        |
| Parc des forêts pluviales tempérées subtropicales de la côte est de l'Australie       | Australie            | Naturel (viii), (ix), (x)          | 370 000         |                  | 368  |                                                                              | 28° 15′ sud, 150° 03′ est           |        |
| Parc national de l'Iguaçu                                                             | Brésil               | Naturel (vii), (x)                 | 169 695,88      |                  | 355  | Examen ajourné en 1985. En péril de 1999 à 2001.                             | 25° 40′ 59″ sud, 54° 25′ 59″ ouest  |        |
| Architecture mudéjare de Teruel                                                       | Espagne              | Culturel (iv)                      | 4,269           | 20,063           | 378  | Étendu en 2001 et renommé « Architecture mudéjare d'Aragon »                 | 40° 20′ 38″ nord, 1° 06′ 25″ ouest  |        |
| Ville historique de Tolède                                                            | Espagne              | Culturel (i), (ii), (iii), (iv)    | 259,85          | 7 669,28         | 379  |                                                                              | 39° 52′ 01″ nord, 4° 01′ 44″ ouest  |        |
| Parc national de Garajonay                                                            | Espagne              | Naturel (vii), (ix)                | 3 984           | 4 160            | 380  |                                                                              | 28° 07′ 34″ nord, 17° 14′ 13″ ouest |        |
| Vieille ville de Cáceres                                                              | Espagne              | Culturel (iii), (iv)               | 9               | 60,63            | 384  |                                                                              | 39° 28′ 26″ nord, 6° 22′ 12″ ouest  |        |
| Temple d'Apollon Épikourios à Bassae                                                  | Grèce                | Culturel (i), (ii), (iii)          | 20,46           | 201,58           | 392  |                                                                              | 37° 26′ 06″ nord, 21° 53′ 49″ est   |        |
| Églises et couvents de Goa                                                            | Inde                 | Culturel (ii), (iv), (vi)          |                 |                  | 234  | Examen ajourné en 1983.                                                      | 15° 30′ 07″ nord, 73° 54′ 43″ est   |        |
| Ensemble monumental de Khajurâho                                                      | Inde                 | Culturel (i), (iii)                |                 |                  | 240  | Examen ajourné en 1983 et 1984.                                              | 24° 51′ 07″ nord, 79° 55′ 19″ est   |        |
| Ensemble monumental de Hampi                                                          | Inde                 | Culturel (i), (iii), (iv)          | 4 187,24        | 19 453,62        | 241  | Examen ajourné en 1983 et 1984. En péril de 1999 à 2006.                     | 15° 18′ 50″ nord, 76° 28′ 19″ est   |        |
| Fatehpur-Sikri                                                                        | Inde                 | Culturel (ii), (iii), (iv)         |                 |                  | 255  | Examen ajourné en 1984                                                       | 27° 05′ 38″ nord, 77° 39′ 50″ est   |        |
| Ancienne ville de Ghadamès                                                            | Libye                | Culturel (v)                       | 38,4            |                  | 362  | En péril depuis 2016                                                         | 30° 07′ 59″ nord, 9° 30′ 00″ est    |        |
| Parc national de Westland et du Mont Cook                                             | Nouvelle-Zélande     | Naturel (vii), (viii), (ix), (x)   |                 |                  | 375  | Fusionné en 1990 dans Te Wāhipounamu - zone sud-ouest de la Nouvelle-Zélande | 43° 44′ 00″ sud, 170° 06′ 00″ est   |        |
| Parc national de Westfjord                                                            | Nouvelle-Zélande     | Naturel (vii), (viii), (ix), (x)   |                 |                  | 376  | Fusionné en 1990 dans Te Wāhipounamu - zone sud-ouest de la Nouvelle-Zélande | 45° 25′ 00″ sud, 167° 43′ 00″ est   |        |
| Zone archéologique de Chan Chan                                                       | Pérou                | Culturel (i), (iii)                | 1 414,57        |                  | 366  | En péril depuis son inscription                                              | 8° 06′ 21″ sud, 79° 04′ 28″ ouest   |        |
| Centre historique d'Évora                                                             | Portugal             | Culturel (ii), (iv)                |                 |                  | 361  |                                                                              | 38° 34′ 23″ nord, 7° 54′ 29″ ouest  |        |
| Chaussée des Géants et sa côte                                                        | Royaume-Uni          | Naturel (vii), (viii)              | 239,405         |                  | 369  |                                                                              | 54° 46′ 30″ nord, 1° 34′ 34″ ouest  |        |
| Cathédrale et château de Durham                                                       | Royaume-Uni          | Culturel (ii), (iv), (vi)          | 8,79            |                  | 370  |                                                                              | 55° 15′ 00″ nord, 6° 29′ 06″ ouest  |        |
| Gorge d'Ironbridge                                                                    | Royaume-Uni          | Culturel (i), (ii), (iv), (vi)     | 547,9           |                  | 371  |                                                                              | 52° 37′ 34″ nord, 2° 28′ 23″ ouest  |        |
| Parc de Studley Royal avec les ruines de l'abbaye de Fountains                        | Royaume-Uni          | Culturel (i), (iv)                 | 310             | 1 622            | 372  |                                                                              | 54° 06′ 58″ nord, 1° 34′ 23″ ouest  |        |
| Stonehenge, Avebury et sites associés                                                 | Royaume-Uni          | Culturel (i), (ii), (iii)          | 4 985,4         |                  | 373  |                                                                              | 51° 10′ 44″ nord, 1° 49′ 30″ ouest  |        |
| Châteaux forts et enceintes du roi Édouard Ier dans l'ancienne principauté de Gwynedd | Royaume-Uni          | Culturel (i), (iii), (iv)          | 6               |                  | 374  |                                                                              | 53° 08′ 24″ nord, 4° 16′ 37″ ouest  |        |
| Île de St Kilda                                                                       | Royaume-Uni          | Mixte (iii), (v), (vii), (ix), (x) | 24 201,4004     |                  | 387  | Étendu en 2004 et 2005                                                       | 57° 49′ 01″ nord, 8° 34′ 37″ ouest  |        |
| Vieille ville d'Alep                                                                  | Syrie                | Culturel (iii), (iv)               | 364             |                  | 21   | Examen ajourné à plusieurs reprises depuis 1978. En péril depuis 2016.       | 36° 13′ 59″ nord, 37° 10′ 01″ est   |        |
| Hattousa                                                                              | Turquie              | Culturel (i), (ii), (iii), (iv)    | 268,46          |                  | 377  |                                                                              | 40° 00′ 50″ nord, 34° 37′ 16″ est   |        |
| Vieille ville de Sana'a                                                               | Yémen du Nord        | Culturel (iv), (v), (vi)           |                 |                  | 385  | En péril depuis 2016                                                         | 15° 21′ 22″ nord, 44° 12′ 29″ est   |        |
| Monastère de Studenica                                                                | Yougoslavie          | Culturel (i), (ii), (iv), (vi)     | 1,16            | 269,34           | 389  | Situé en Serbie depuis l'indépendance du pays en 2006                        | 43° 29′ 10″ nord, 20° 31′ 48″ est   |        |
| Grottes de Škocjan                                                                    | Yougoslavie          | Naturel (vii), (viii)              | 413             |                  | 390  | Situé en Slovénie depuis l'indépendance du pays en 1991                      | 45° 40′ 01″ nord, 14° 00′ 00″ est   |        |
| Monument national du Grand Zimbabwe                                                   | Zimbabwe             | Culturel (i), (iii), (vi)          | 722             |                  | 364  |                                                                              | 20° 16′ 59″ sud, 30° 55′ 59″ est    |        |
| Ruines de Khami                                                                       | Zimbabwe             | Culturel (iii), (iv)               |                 |                  | 365  |                                                                              | 20° 09′ 29″ sud, 28° 22′ 37″ est    |        |

### Extension
Le bien suivant est étendu.
| Bien                                      | Pays    | Lien | Notes                                                                                         | Coordonnées                       | Illus. |
| ----------------------------------------- | ------- | ---- | --------------------------------------------------------------------------------------------- | --------------------------------- | ------ |
| Cité punique de Kerkouane et sa nécropole | Tunisie | 332  | Inscrit en 1985, le site de la cité de Kerkouane est étendu à la nécropole d'Arg el-Ghazouani | 36° 56′ 47″ nord, 11° 05′ 57″ est |        |

### Ajournements
Le Comité décide de différer l'inscription de trois sites proposés.
| Site                                           | Pays        | Notes | Coordonnées                       | Illus. |
| ---------------------------------------------- | ----------- | ----- | --------------------------------- | ------ |
| Jerash                                         | Jordanie    |       | 32° 16′ 20″ nord, 35° 53′ 29″ est |        |
| Sarajevo                                       | Yougoslavie |       | 43° 52′ 01″ nord, 18° 25′ 01″ est |        |
| Sites commémoratifs et parc national de Brioni | Yougoslavie |       | 44° 54′ 47″ nord, 13° 45′ 00″ est |        |